# Schrattenthal
Schrattenthal là một thị trấn ở huyện Hollabrunn trong bang Niederösterreich, ở nước Áo. Đô thị này có diện tích 22,43 km², dân số năm 2001 là 879 người.